# Русская псовая борзая
Русская псовая борзая — порода охотничьих собак, по классификации пород МКФ относящаяся к 10 группе «Борзые». Своё название «псовые» русские борзые получили от слова «псовина», то есть волнистая шелковистая шерсть.
Первое официальное признание порода получила в конце XIX века. На данный момент порода признана следующими кинологическими федерациями: FCI, AKC, UKC, ANKC, NKC, NZKC, APRI, ACR, CKC.

## История породы
Первые описания русской борзой относятся к XVII веку. Они дают представление о собаках, близких к современной борзой, использующихся на охоте по зверю. Более ранние упоминания ещё не до конца сформированного фенотипа предков этих собак встречаются в документах Великого князя Новгородского, относящихся к 1260 году. Первое описание псовой охоты с участием этих собак относится к 1410 году. Работа по целенаправленному формированию этой породы началась со второй половины XVI века.
Работа по формированию первого описательного стандарта, позволяющего выделить русскую псовую как самостоятельную породу, была начата в 1630-е годы и в 1635 году в «Регуле до настоящей псовой охоты» (автор фон Лессин) это уже было отражено.
К 1650 году был сформирован первый единый стандарт породы, тогда ещё заметно отличавшийся от её нынешнего облика.
В начале XVIII века к собакам этой породы приливалась кровь завезённых в Россию с запада Европы английских борзых, хортых, брудастых, а начиная с 1820-х годов и восточных борзых — горских, крымских.
В 1820-е годы в России почти каждый состоятельный помещик держал сотнями борзых и гончих. Это привело к тому, что в различных губерниях у наиболее известных владельцев сформировались свои типы псовых борзых, которые имели характерные отличительные внешние признаки и назывались по фамилиям владельцев. Постепенно диапазон типовых различий сужался, большинство борзых стали по внешнему виду приближаться к одному типу.
Из-за популярности этих собак образовалось множество разнообразных типов собак этой породы и только после 1888 года, когда было сделано первое описание (стандарт) современного типажа, началось становление современной русской псовой борзой. На тот момент имелось четыре самостоятельных фенотипа русской псовой — псовая борзая, курляндская борзая, чистопсовая борзая и густопсовая борзая. Основным отличием этих собак был тип шерсти, и на их основе был выведен единый стандарт породы русская псовая борзая.
С 1874 году в Москве стали проводиться выставки борзых, на которых показывались лучшие породы.
Первый стандарт русской псовой борзой был принят в 1888 году. С этого времени началось становление современной русской псовой борзой.
Первая родословная книга начата в Московском обществе охотников им. императора Александра II в начале XX в. Первый том вышел в 1902 г. и в нём было записано всего 15 борзых. После этого до 1917 г. вышло 5 томов родословной книги. Это были книги только на московских борзых, которых к тому времени было не так много. Основное количество борзых приходилось на Тульскую, Тамбовскую, Саратовскую, Царицынскую и Липецкую губернии. В 1980-е годы в России насчитывалось около 3000 борзых, включая южнорусских, из них более 2000 имели родословные.
Международную славу эти собаки начали обретать с 1842 года, когда первые русские псовые были завезены в Британию. Там же эта порода выставлялась на первой в мире выставке собак Крафтс, которая проходила 1891 году. Двумя годами раньше эти собаки попали и в Новый Свет, куда были завезены уже из Англии. После того, как порода попала в Соединённые Штаты, она обрела популярность и там, ряд заводчиков приезжали в Россию специально за щенками русской псовой. Признание Американского кеннел-клуба русские псовые борзые получили в 1891 году.
После революции в России численность русских псовых собак, считавшихся одним из символов дворянства, резко упала. Однако спустя некоторое время породу вновь начали восстанавливать, и в 1936 году появился первый уже советский питомник русских псовых борзых.
Во время Великой Отечественной войны численность этой породы снова упала, а в Ленинграде (Санкт-Петербурге) после блокады не осталось ни одного представителя этой породы. В город на Неве русские псовые вернулись только в 1959 году, когда в город было завезено пять взрослых собак этой породы и несколько щенков.
В 1970-х годах в России начинают появляться, помимо питомников, клубы любителей этой породы. С этого же периода начинается разведение ряда линий этой породы, для которых перестают быть обязательными рабочие испытания, начинает формироваться чисто выставочный фенотип собак.
В настоящее время разведение русских псовых борзых продолжается как для непосредственного участия в охоте и спортивных соревнованиях охотничьих собак, так и для содержания в качестве собаки-компаньона.
В 2016 году кобель русской псовой борзой на проходившей в Москве выставке WDS стал лучшей собакой в конкурсе «Гордость России».

## Описание породы

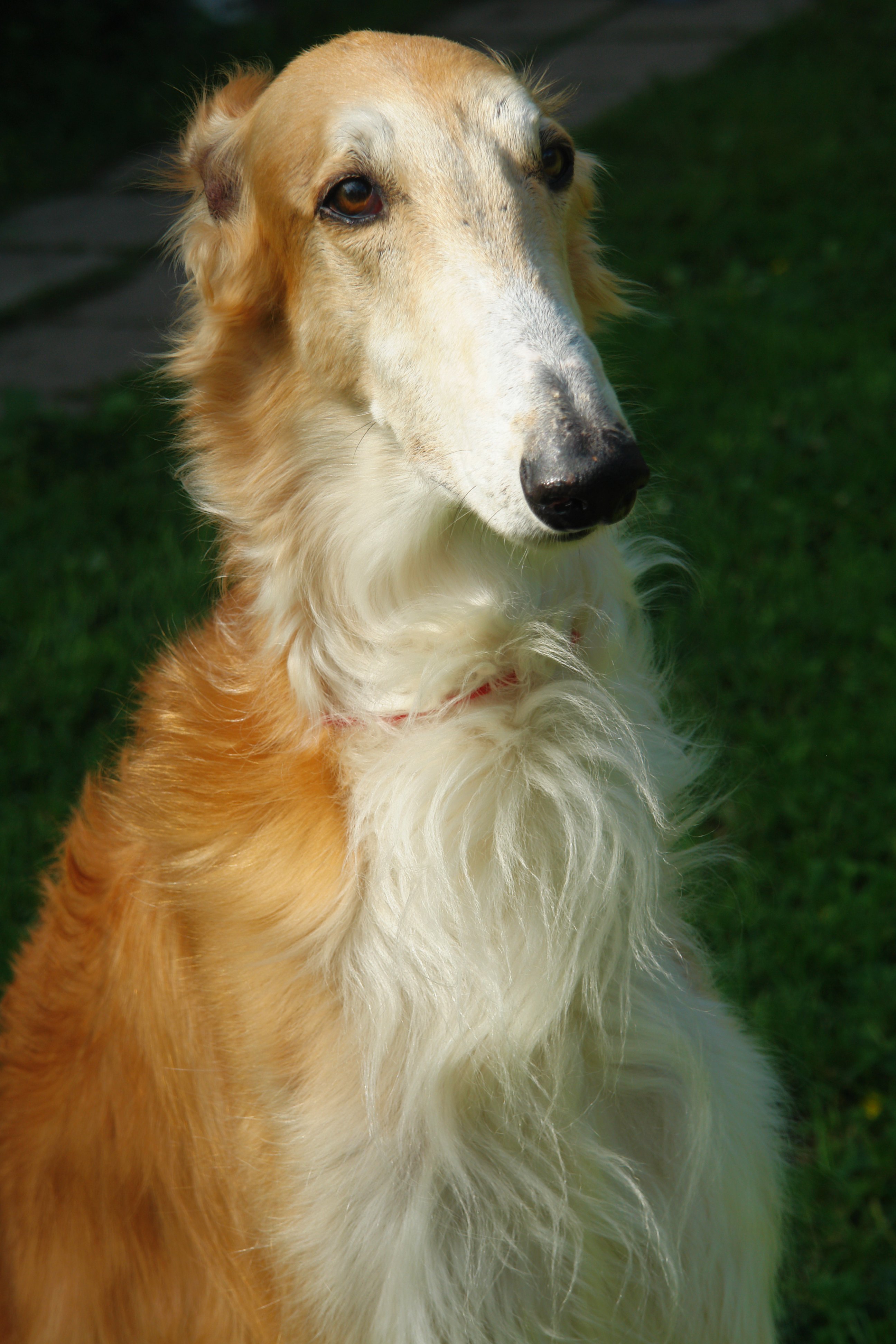
Русская псовая борзая

Собаки этой породы имеют высокий рост и очень сухое, характерное для борзых, сложение. Высота в холке кобелей от 75 до 86 см, сук — 68 до 78 см. Индекс растянутости кобелей около 102, сук — около 105. Из-за своей объёмной шерсти собака производит впечатление более крупной и широкой, чем она есть на самом деле.
Голова у собак этой породы узкая, сильно вытянутая, сухая. Переход от лба к морде практически не выражен. Спинка носа и линия черепа образуют единую, чуть изогнутую линию. Допустимо наличие небольшой горбоносости. Морда по длине равна лобовой части черепа. Мочка носа крупная, заметно выступает вперёд. Прикус ножницеобразный.
Глаза большие, чуть раскосые, имеют миндалевидную или слегка вытянутую форму. Цвет глаз — карий, при этом допустимы все его оттенки, а интенсивность цвета коррелируется с окрасом собаки в целом.
Уши мягкие, небольшие, полувисячие или лежащие на хряще, расположены низко и ближе к затылку. В состоянии нервного возбуждения у собаки уши могут полностью или почти полностью вставать на хрящах.
Холка небольшая, не выражена. Шея сухая, чуть уплощённая по бокам, длинная. По форме она может иметь небольшой изгиб.
Тело сухое и удлинённое. Грудь узкая, но глубокая. и очень объёмная. Переход от грудной клетки к животу очень резкий.
Спина образует выраженный упругий изгиб, значительно возвышаясь над холкой. Самая высокая точка спины приходится на начало поясницы.
Круп длинный, покатый, относительно широкий.
Хвост длинный, саблевидный, имеет низкое расположение. На хвосте имеется обильный украшающий волос, удлиняющийся к концу хвоста.
Конечности сухие, мускулистые, длинные. Суставы на них заметно выражены. Передние лапы имеют прямую поставку, при этом они параллельны друг другу. Пясти чуть наклонные, с лёгкой саблистостью. Задние лапы поставлены шире, чем передние. Бедро на них длинное, широко обмускуленное. Скакательный сустав поставлен низко.
Передние лапы короче задних. Сама лапа удлинённая, сухая, имеет длинные плотно сжатые пальцы. Когти поставлены низко, обязательно касаются земли.
Шерсть тонкая и мягкая, с лёгкой волнистостью или крупными завитками. На голове и лапах она при этом короткая, плотно прилегающая к коже. На спине и бёдрах волос более длинный. На животе, по низу шеи и на задней части лап образует украшающий волос. Подшёрсток развит слабо.
Окрасы допустимы любые, кроме голубого и шоколадного. При этом окрасы могут быть как сплошные, так и пегими с любым количеством белого, подпалыми и чепрачными. Также допускается тигровость и мраморность окрасов.
Среди части породников, занимающихся русскими псовыми борзыми, распространено употребление названий окрасов и частей тела собаки с использованием терминов, взятых из старинных описаний. При использовании этого варианта описать окрасы можно следующим образом:
белый, половый разных оттенков (красно-половый, серо-половый, половый в серебре), бурматный (половый с тёмным налётом), муругий (красный с чёрной остью часто при тёмном окрасе морды), серый (от зольного до желтовато-серого), чубарый (половый, красный или серый с тёмными полосами), красный, чёрный, а также переходные между этими окрасами. При тёмных окрасках характерна «мазурина» — чернота морды. Недостатками окраса считаются яркий крап по колодке, не в тон основного окраса.

## Характер и темперамент
Русская псовая борзая обладает следующими качествами: хорошим зрением, агрессивностью по отношению к другим видам животных, силой, при беге развивает большую скорость, особенно на коротких дистанциях. При этом к другим собакам РПБ спокойны и не склонны вступать с ними в конфликты.
Темперамент в быту спокойный, но собака резко возбуждается при виде зверя.
Характер спокойный и деликатный, дружелюбный к людям. Несмотря на это, русские псовые борзые не навязчивы и не требуют большого количества внимания к себе со стороны хозяев.
К посторонним людям относятся без агрессии, но с осторожностью или отчуждённостью. За счёт отсутствия агрессии к людям эти собаки полностью лишены охранного инстинкта.
Собаки этой породы редко лают и не склонны к шумным активным играм.
Собаки этой породы обладают высоким уровнем самостоятельности в принятии решений и отличаются независимым поведением, что стоит учитывать при занятиях с ними. Освоение команд и новых навыков, не имеющих прямого отношения к охоте, происходит достаточно медленно.

## Содержание и уход
Собаки этой породы довольно требовательны к соблюдению правил их содержания и ухода, особенно в период взросления. Щенки и молодые собаки породы русская псовая не должны самостоятельно подниматься по лестницам, так как в этот период происходит формирование костной ткани и суставов, и при нагрузках оно может пройти неправильно, что в дальнейшем может привести к серьёзным проблемам со здоровьем. Требуется отслеживать физические нагрузки, которые испытывает щенок, и в остальном.
При организации спального места необходимо обеспечить достаточно большую его площадь, чтобы собака могла полностью вытянуться на лежанке и дать отдых суставам. Сама лежанка обязательно должна быть довольно мягкой, так как лежание на жёстких поверхностях вредно собакам этой породы.
В течение всей жизни эти собаки требуют постоянных длительных выгулов с дозированными физическими нагрузками. Для обеспечения здоровья и длительного активного периода жизни необходимо давать собаке возможность длительного свободного бега. При содержании в городских условиях это, как правило, возможно только при выездах на специальные занятия (курсинг).
При этом РПБ хорошо подходят для содержания в городских условиях при наличии должного выгула. В квартире собаки этой породы ведут себя тихо, даже деликатно, не склонны к проявлению активности, лаю и разрушительному поведению (копание, грызение и тп.).
Шерсть русских псовых не имеет выраженного сильного запаха псины и не требует частого мытья, но при этом необходимо регулярное вычёсывание (минимум два раза в неделю). Это позволяет избежать образования колтунов, к возникновению которых склонна шерсть этих собак.

## Искусство и литература
Благодаря своей элегантности русская псовая борзая всегда пользовалась популярностью у художников, скульпторов, поэтов и кинематографистов. Пик популярности породы в европейском искусстве приходится на период Ар-деко, когда благородные эмигранты из России ввели в Европе моду на эту породу. Французский художник Луи Икарт прославился благодаря своим картинам, изображавшим русскую псовую борзую. Также именно благодаря этой породе стал известен во всём мире скульптор периода Ар-деко Дмитрий Чипарус.
Среди произведений русских художников и скульпторов также существует множество картин и скульптур, изображающих борзых и псовую охоту:

### Живопись
| - П. П. Соколов - Борзятник 1869 г. (Музей коневодства, Москва) - Охота с борзыми 1871 г. (Третьяковская галерея. Москва) - Охота на волка - Охотники с борзыми - Сборы на охоту. У крыльца 1870г - В. А. Серов - Пётр I на псовой охоте 1902 г. (Русский музей, Санкт-Петербург) - Пётр I 1907 г. (Третьяковская галерея, Москва) - Борзая из царской охоты, 1902 г.(Третьяковская галерея, Москва) - Выезд Петра II и царевны Елизаветы на охоту | - С. С. Ворошилов. Охота на волков - С. С. Ворошилов. Борзые взяли волка - А. Д. Кившенко. Спускают свору - А. С. Степанов. После охоты. 1894 - С. Л. Кожин. Русская охота. 2007 |

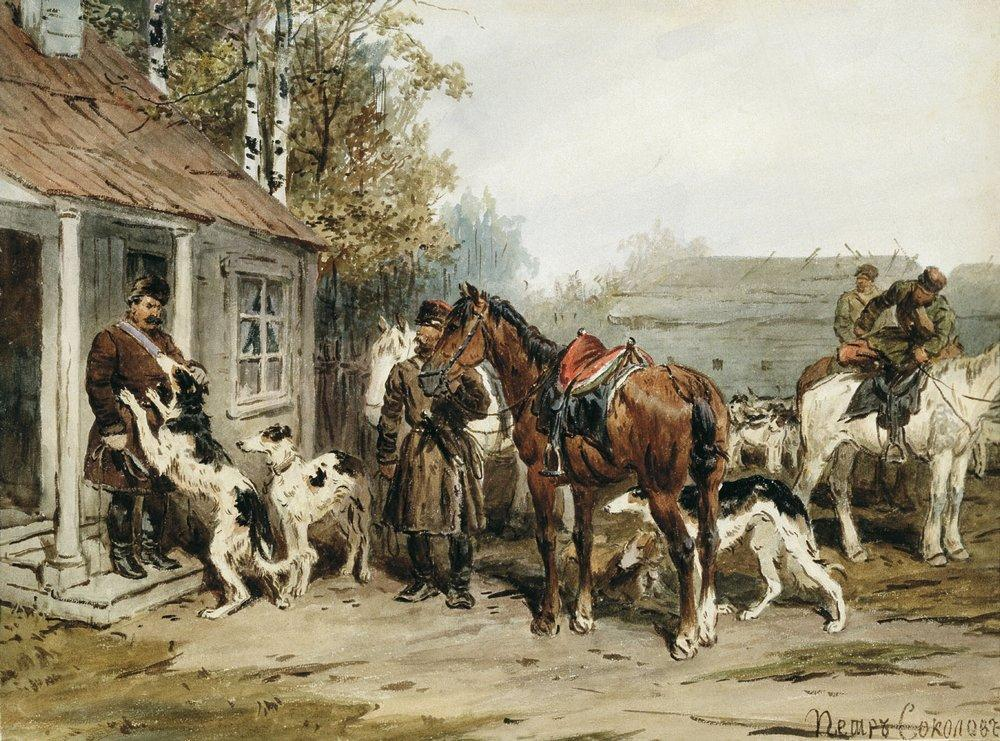
П.П. Соколов «Сборы на охоту. У крыльца» 1870
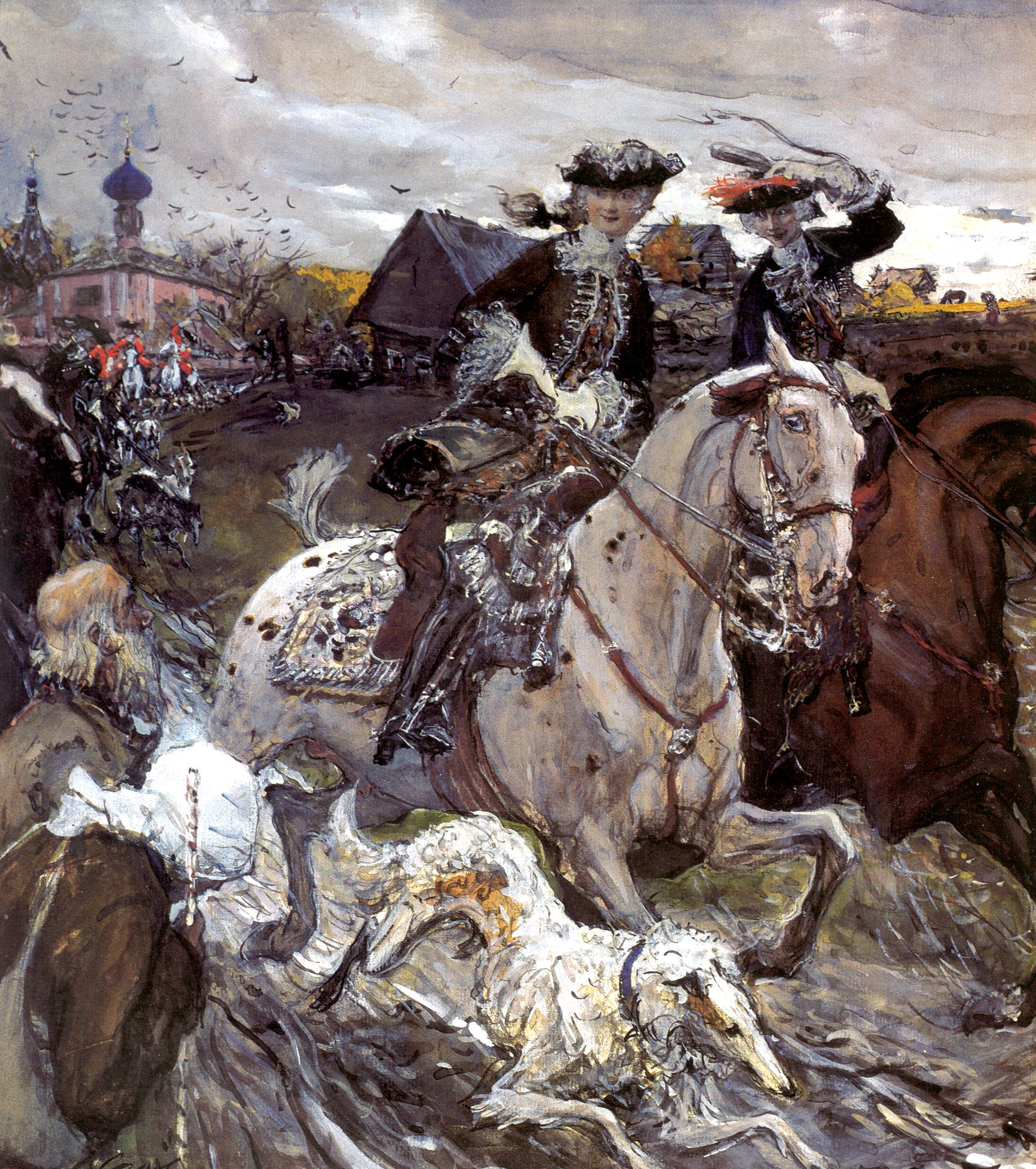
В. А. Серов "Выезд Петра II и царевны Елизаветы на охоту"
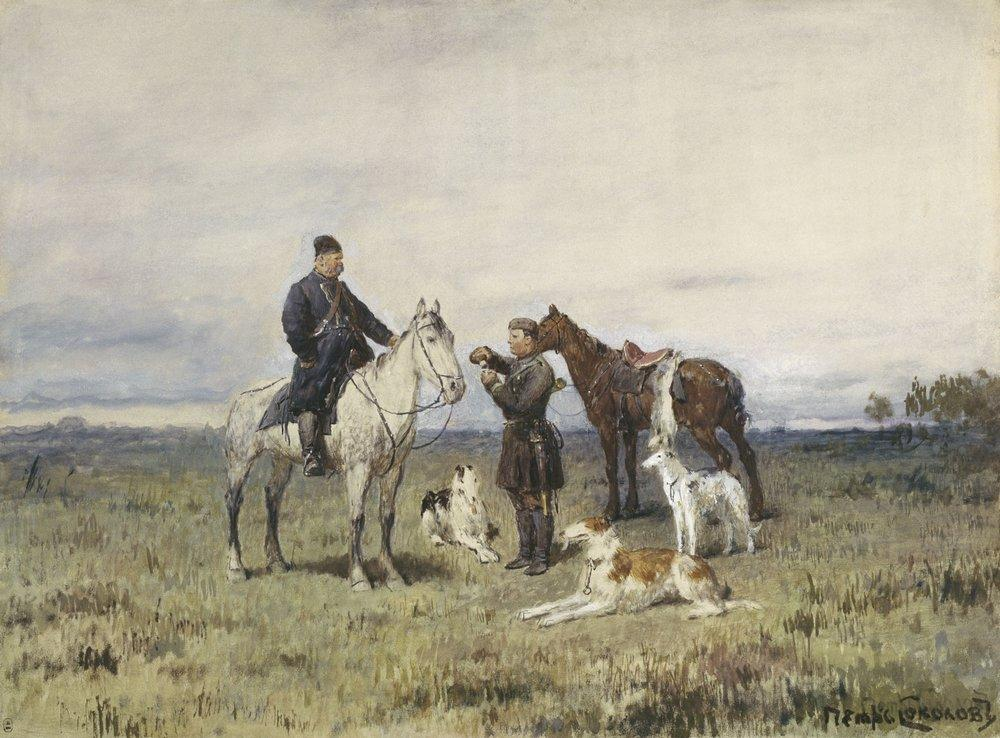
П.П.Соколов «Охотники с борзыми»
Н.Е.Сверчков «Охотники в степи»
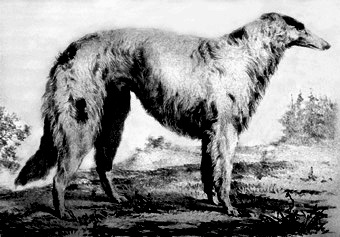
А. С. Вышеславцев. Густопсовая борзая

### Скульптура
- Н. И. Либерих «Борзая, берущая зайца»
- Е. А. Лансере «Борзятники»

### Художественная литература
- Л. Н. Толстой «Война и Мир» — описание псовой охоты с борзыми (Книга 7, главы 3 — 6)
- Т. А. Кузминская «Моя жизнь дома и в Ясной Поляне»
- Е. Э. Дриянский «Записки мелкотравчатого»
- А.Вышеславцев «Четыре дня в деревне псового охотника»
- Милорад Павич «Русская борзая»
- Бондарева Ольга Эдуардовна «Жизнь в четырёх собаках. Исполняющие мечту». Роман-гимн, посвящённый русской псовой борзой. Издан в 2009 году.
- Бондарева Ольга Эдуардовна. «Айна» — повесть для детей о русской псовой борзой.

### Разное
- Почтовые марки с изображением борзых (1965, 1988 г.)
- Почтовые конверты с борзой (СССР)
- Русская псовая борзая является символом Российской кинологической федерации[5] (РКФ)

## Известные русские псовые борзые
- Русская псовая борзая является символом всемирно известного издательского дома Альфреда Кнопфа.
- Силуэт собаки этой породы был признан символом Российской кинологической федерации (РКФ)[5].